# プレジャー・ビーチ・ブラックプール
プレジャー・ビーチ・ブラックプール（Pleasure Beach Blackpool）は、イギリスのブラックプールにある遊園地。イギリスで、最も多い訪問者数を誇り、世界でもトップ20に入った。

## チケット

### リストバンド
ほとんどのアトラクションに対応するフリーパス。1日限り有効で、対応していないアトラクションもある。

### プレジャービーチパス
リストバンドを購入しない場合は、プレジャービーチパスを購入する必要がある。このパスで、園内に入園することができ、エンターテイメントを楽しめる。

### プラチナパス
期間内は、いつでもパークへ入園できるチケット。

## アトラクション

### 凡例
| カラー | 説明                         |
| ------ | ---------------------------- |
|        | スリル系アトラクション       |
|        | 家族向けアトラクション       |
|        | 子供向けアトラクション       |
|        | ニコロデオン・ランドの乗り物 |

### ジェットコースター
|    | 名称                     | オープン年 | 備考 |
| -- | ------------------------ | ---------- | --- |
| 1  | アバランチ               | 1988年     | ボブスレー・ジェットコースター。                                                                                               |
| 2  | ビッグ・ディッパー       | 1923年     | 古い木造のコースター。1936年に拡張。                                                                                           |
| 3  | ビッグ・ワン             | 1994年     | 最高地点は地上72m、最高速度は時速84マイル（約135キロ）に達する。                                                               |
| 4  | グランド・ナショナル     | 1934年     | 木製レーシング・コースター。                                                                                                   |
| 5  | インフュージョン         | 2007年     | ベコマ、サスペンデッド・ルーピング・コースターにより建造された。水の上を走る。                                                 |
| 6  | レボリューション         | 1979年     | |
| 7  | ニコロデオン・ストリーク | 1933年     | 木造コースター。1933年から2010年までは、単にローラーコースターと呼ばれていたが、2011年にニコロデオン・ストリークに改名された。 |
| 8  | スティープルチェイス     | 1977年     | |
| 9  | ワイルド・マウス         | 1958年     | 現在の動いている世界に3つだけの木製ワイルド・マウス・ローラーコースターのうちの1つ。                                           |
| 10 | ブルー・フライヤー       | 1934年     | 子供用の木製ジェットコースター。ジッパー・ディッパーとして親しまれてきたが、2011年に改名された。                               |

### スリル系ライド
|    | 名称             | オープン年 | 備考                                |
| -- | ---------------- | ---------- | ----------------------------------- |
| 11 | アイス・ブラスト | 1997年     | 55mの高さを持つスペース・ショット。 |

### ウォーター・ライド
|    | 名称                         | オープン年 | 備考                                     |
| -- | ---------------------------- | ---------- | ---------------------------------------- |
| 12 | ドラズ・ワールド・ヴォヤッジ | 2011年     | 2011年に誕生した、ミニボートのライド。   |
| 13 | ラグラッツ・ロストリバー     | 2011年     |                                          |
| 14 | リバー洞窟                   | 1905年     |                                          |
| 15 | ヴァルハラ                   | 2000年     | バイキングをテーマにしたアトラクション。 |

## 受賞
- 2007年：娯楽・観光のベスト・ブランド - ノース・ウエスト トップ100ブランド
- 2007年：ベスト・ラージ・ツーリズム・アトラクション
- 2011年：トップ10・ベスト・テーマパーク - ゴールデン・チケット

## 食事
- ビーン・ストリートFY4
- ビッグ・ピザ・キッチン
- バーガーキング
- コースター
- エンバートン
- ザ・グリル
- アイス・ラウンジ
- ピザハット

## ビッグ・ブルー・ホテル
ビッグ・ブルー・ホテル（The Big Blue Hotel）は、プレジャー・ビーチ・ブラックプールが経営する4つ星のファミリーホテルで、パークや鉄道駅に隣接している。2003年春にオープンした。

## ギャラリー

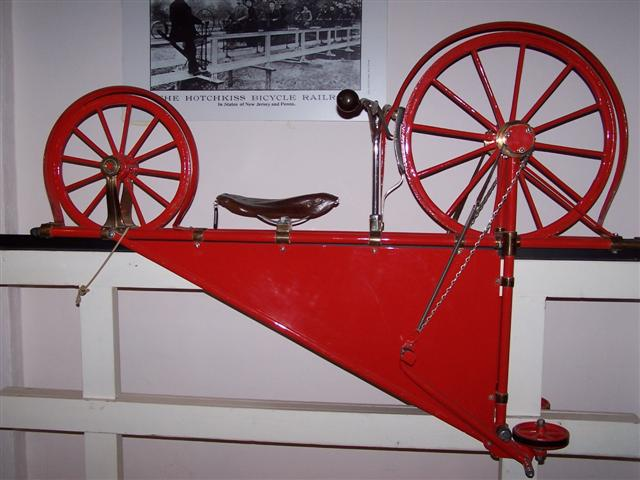
ホッチキス・バイスクル・レイルロード。
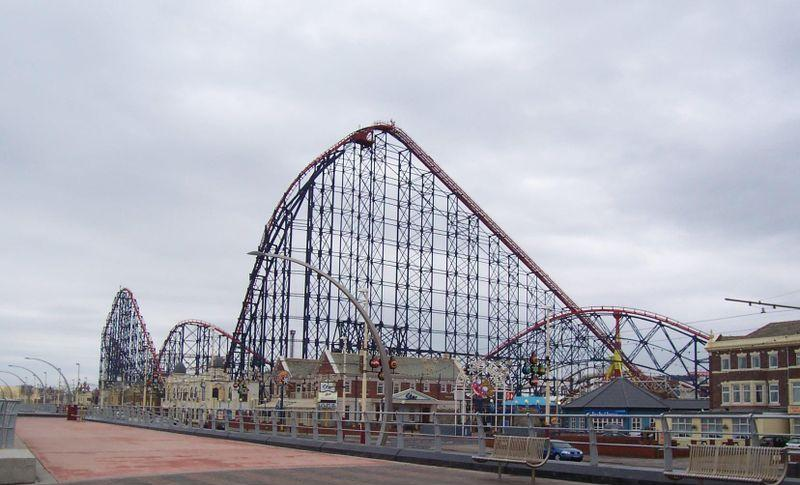
ビッグ・ワンは、世界で最も急なコースターとして知られている。
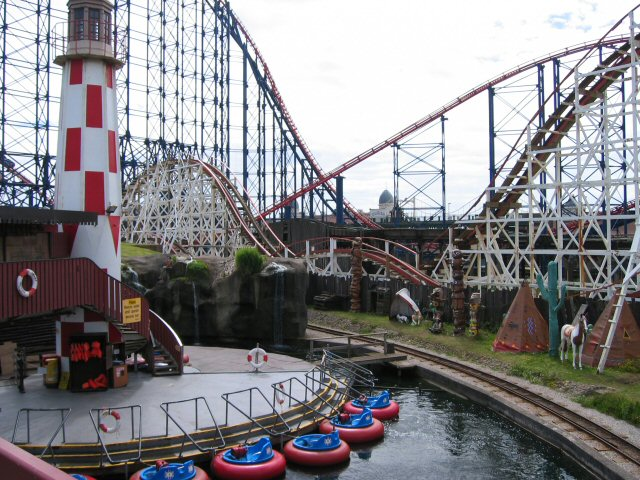
ライドの1つ。
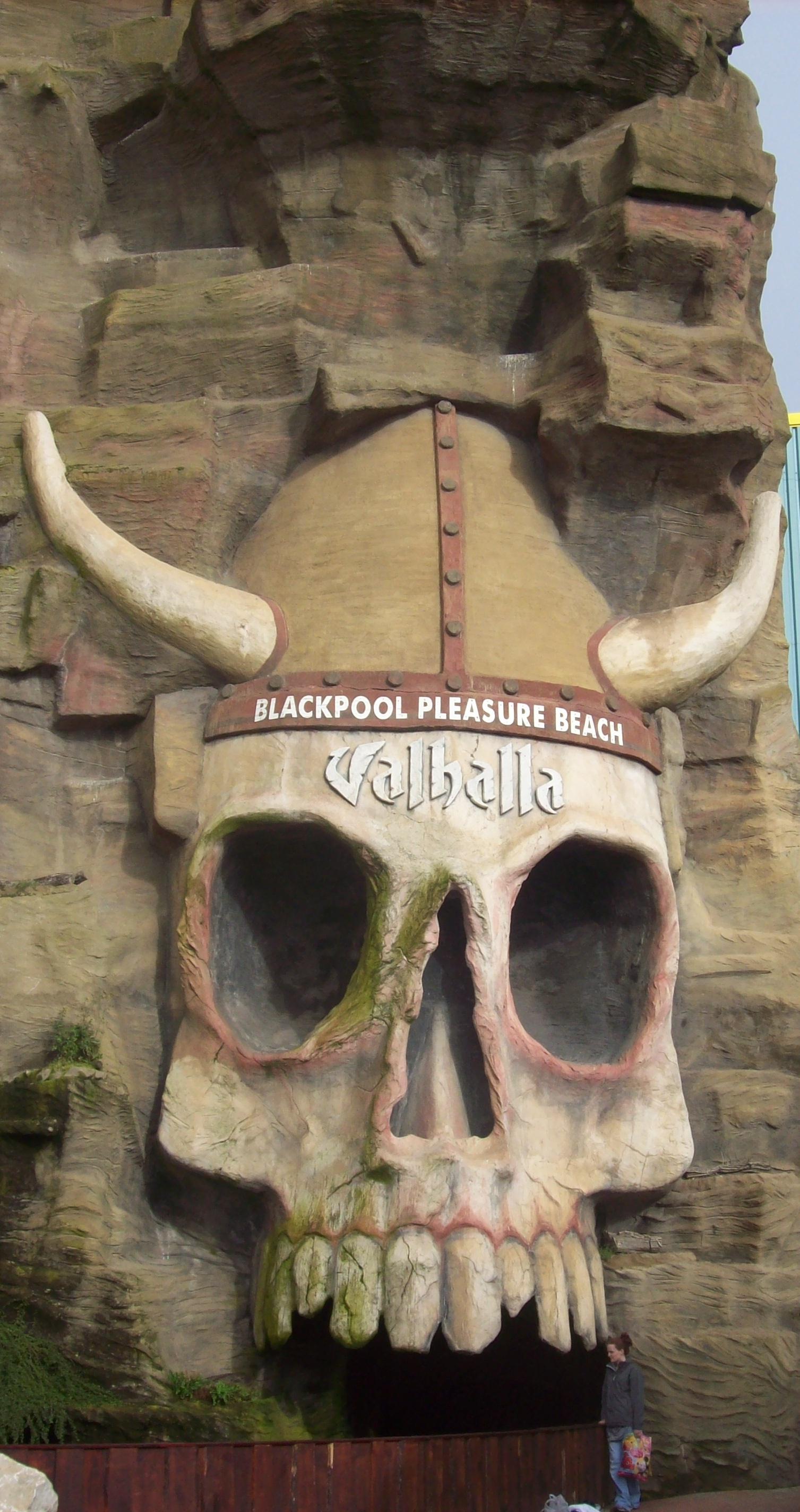
ヴァルハラ。
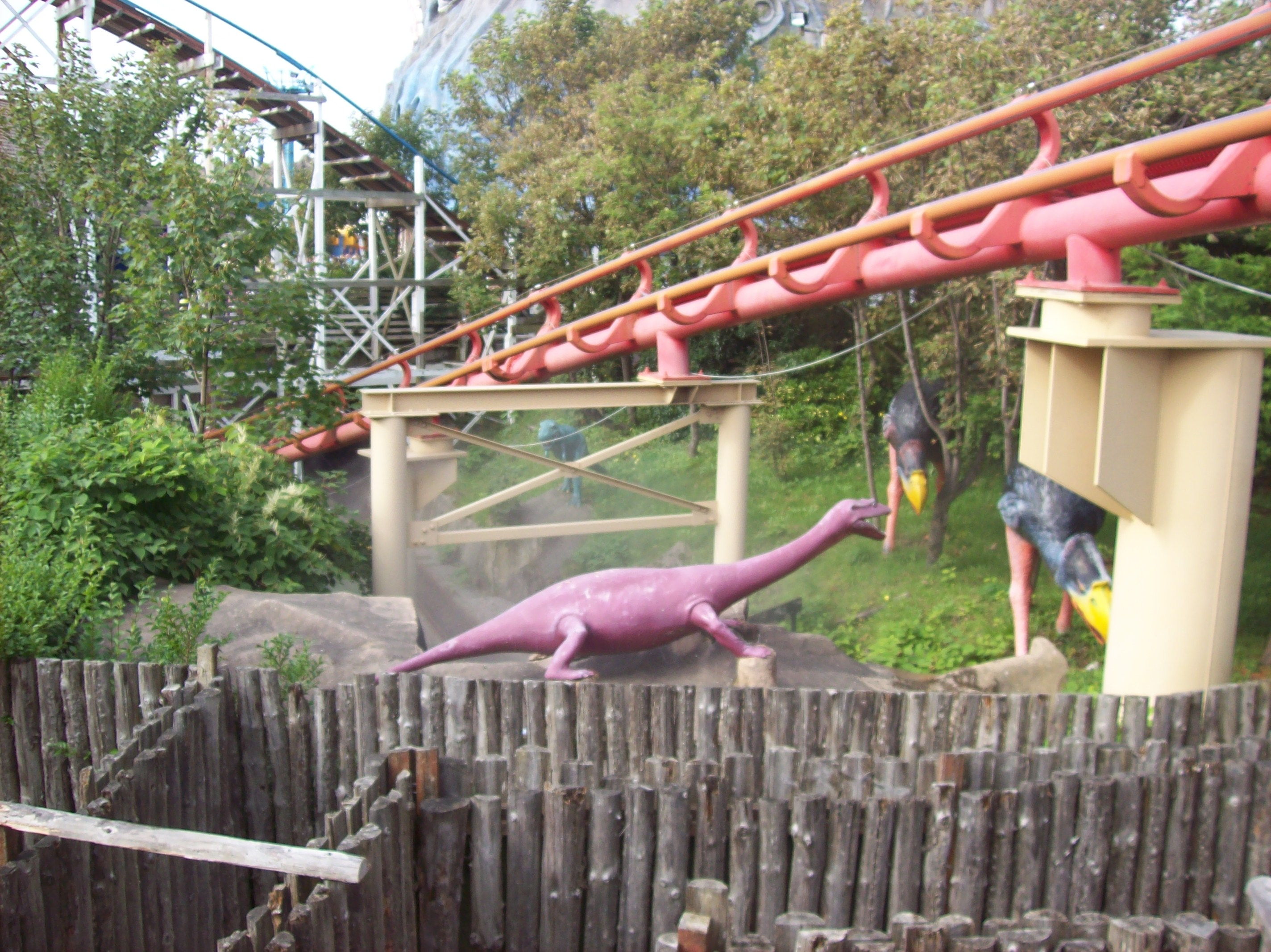
公園内の迷路にある彫刻と、その上を通るコースター。
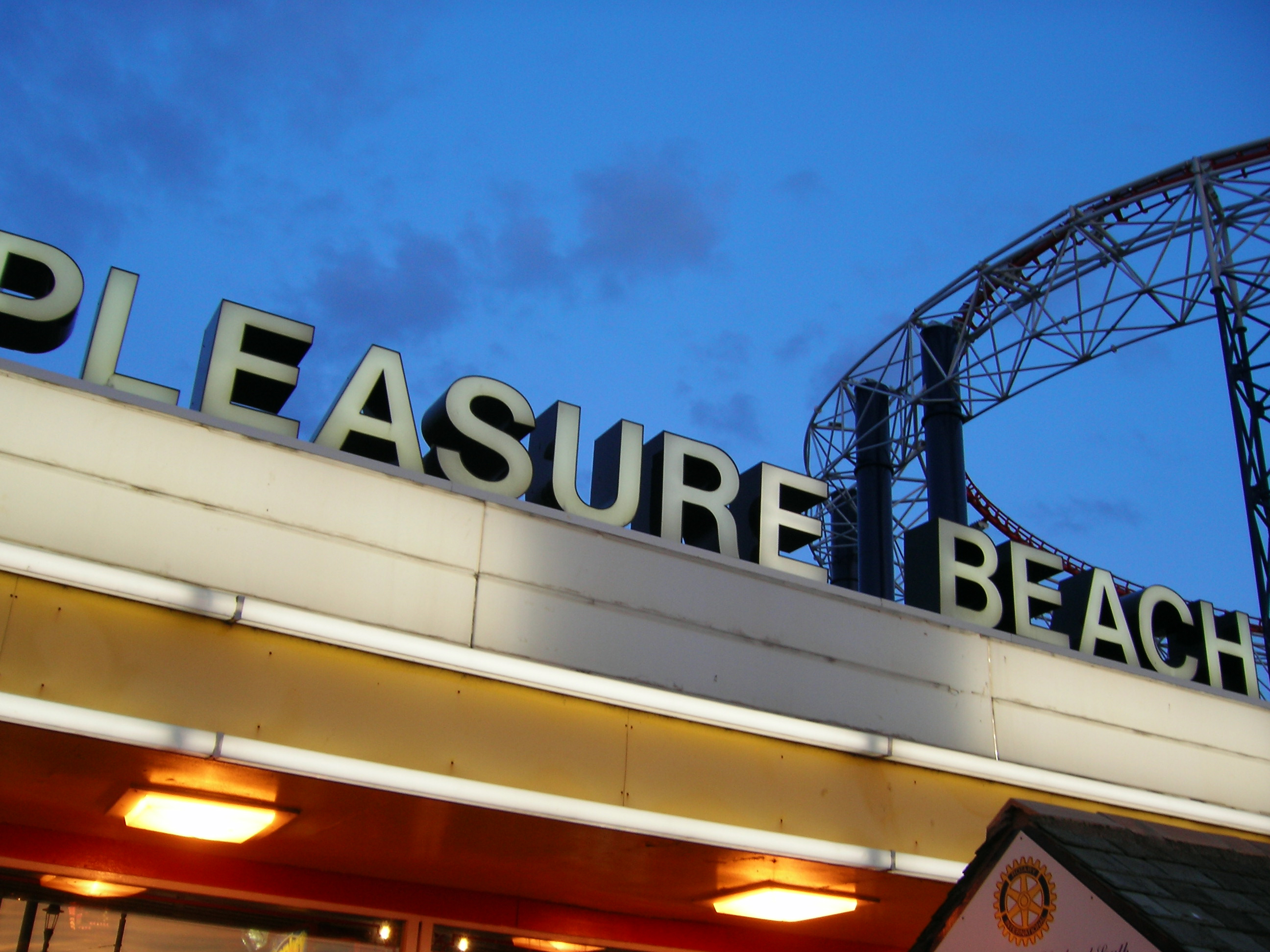
夜のプレジャー・ビーチ。
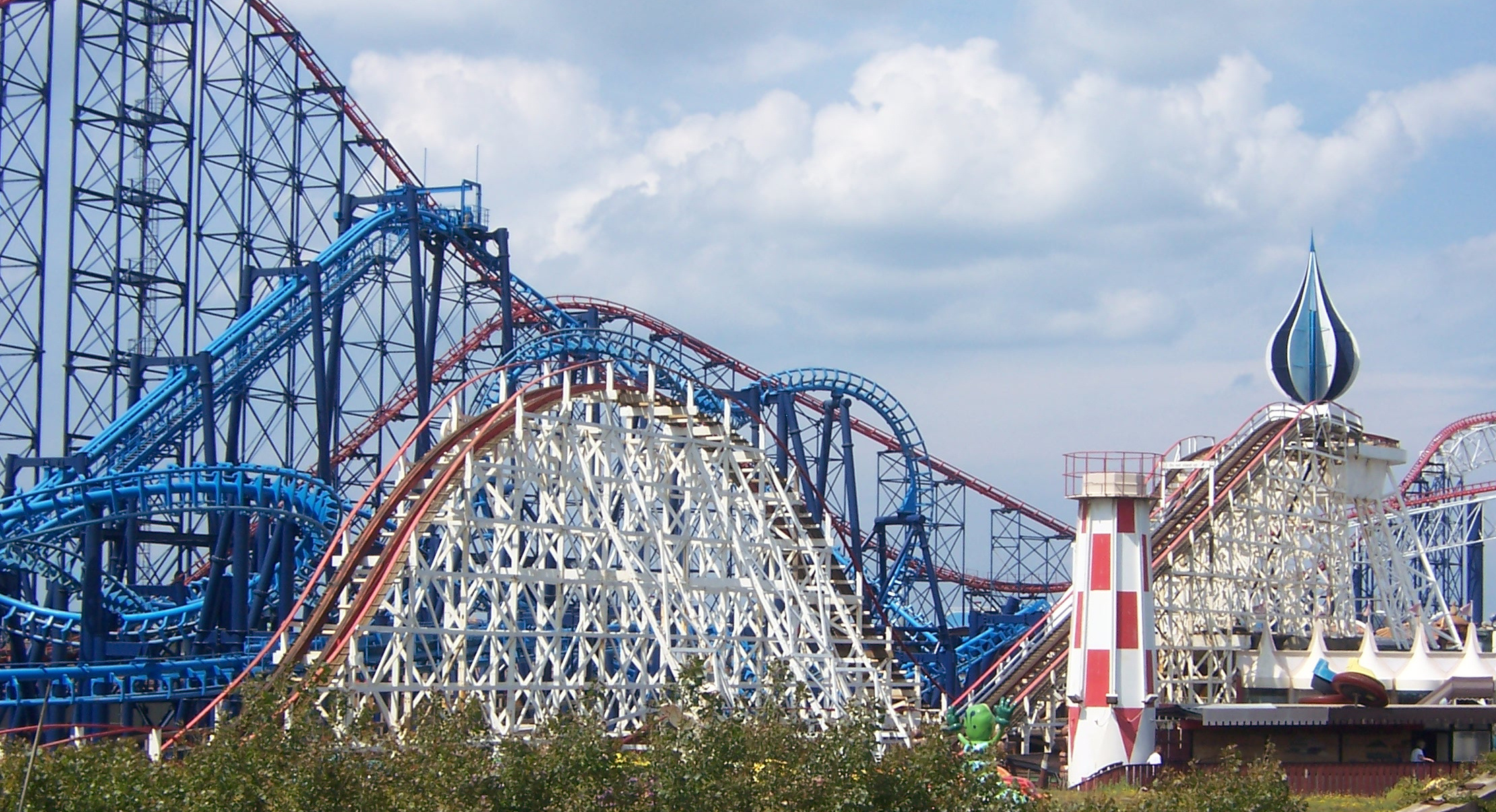
ビッグ・ディッパーとビッグ・ワン。
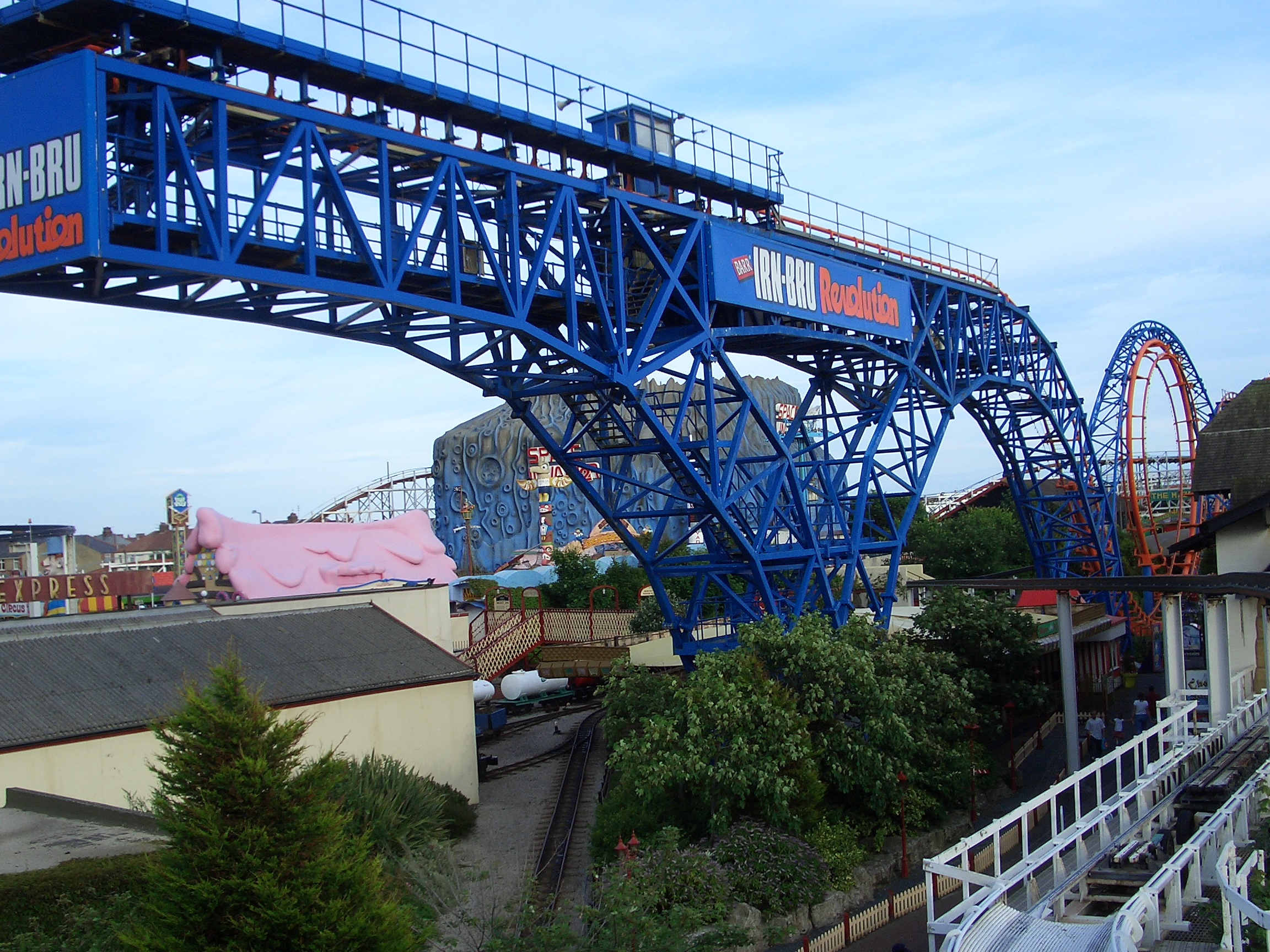
レボリューション。
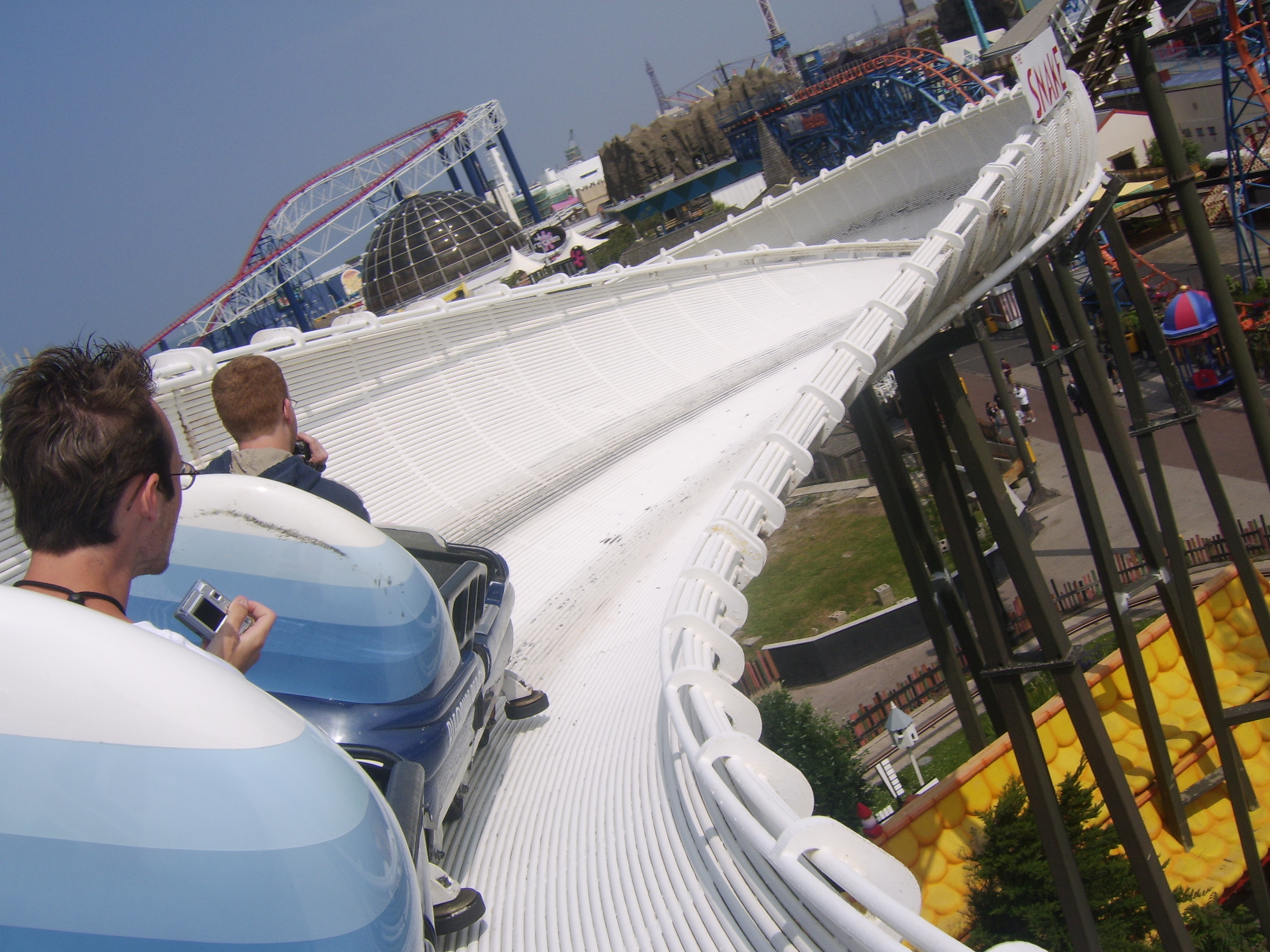
アバランチ・ボブスレー・ジェットコースター。
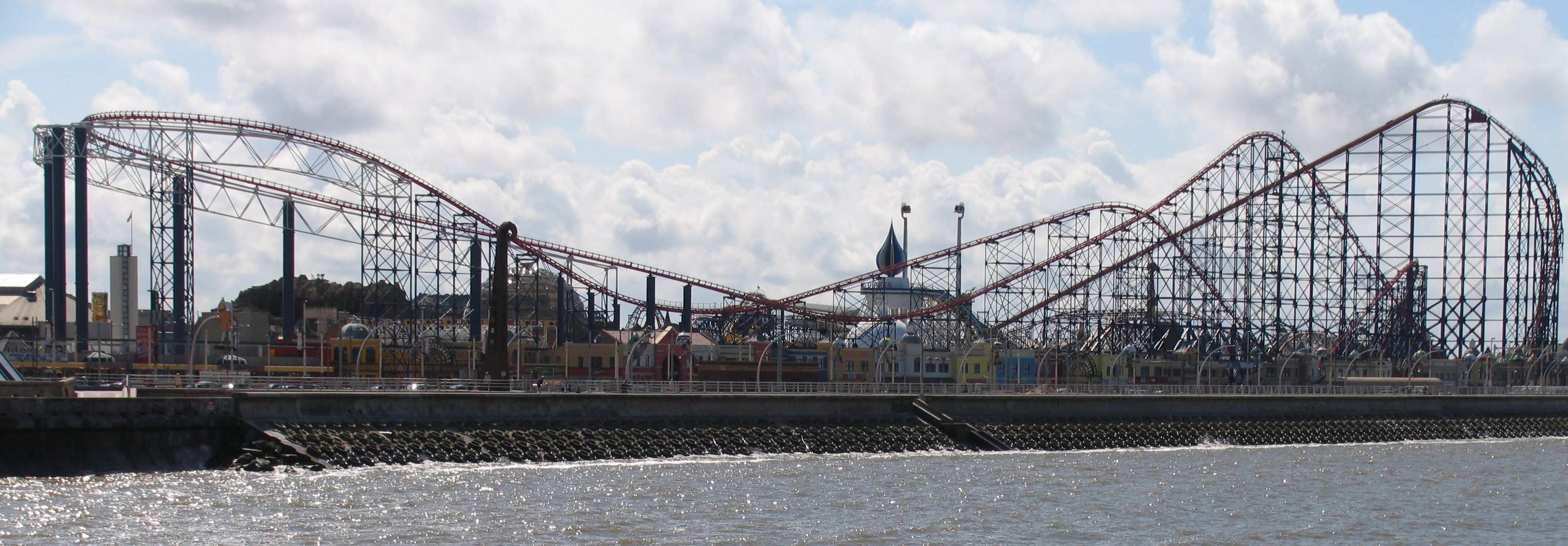
サウスピアから望むパーク。
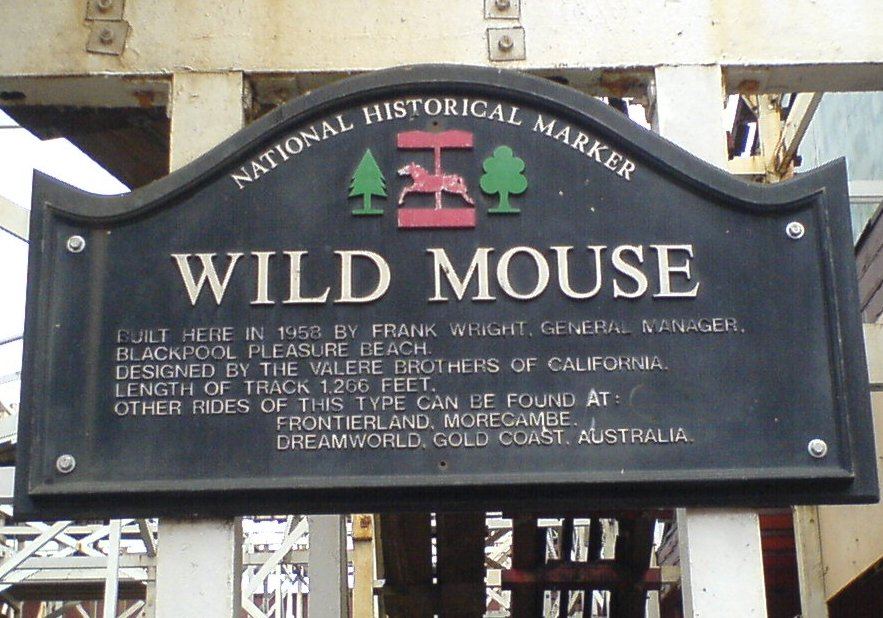
世界に3つのみ残る木製ワイルド・マウス。
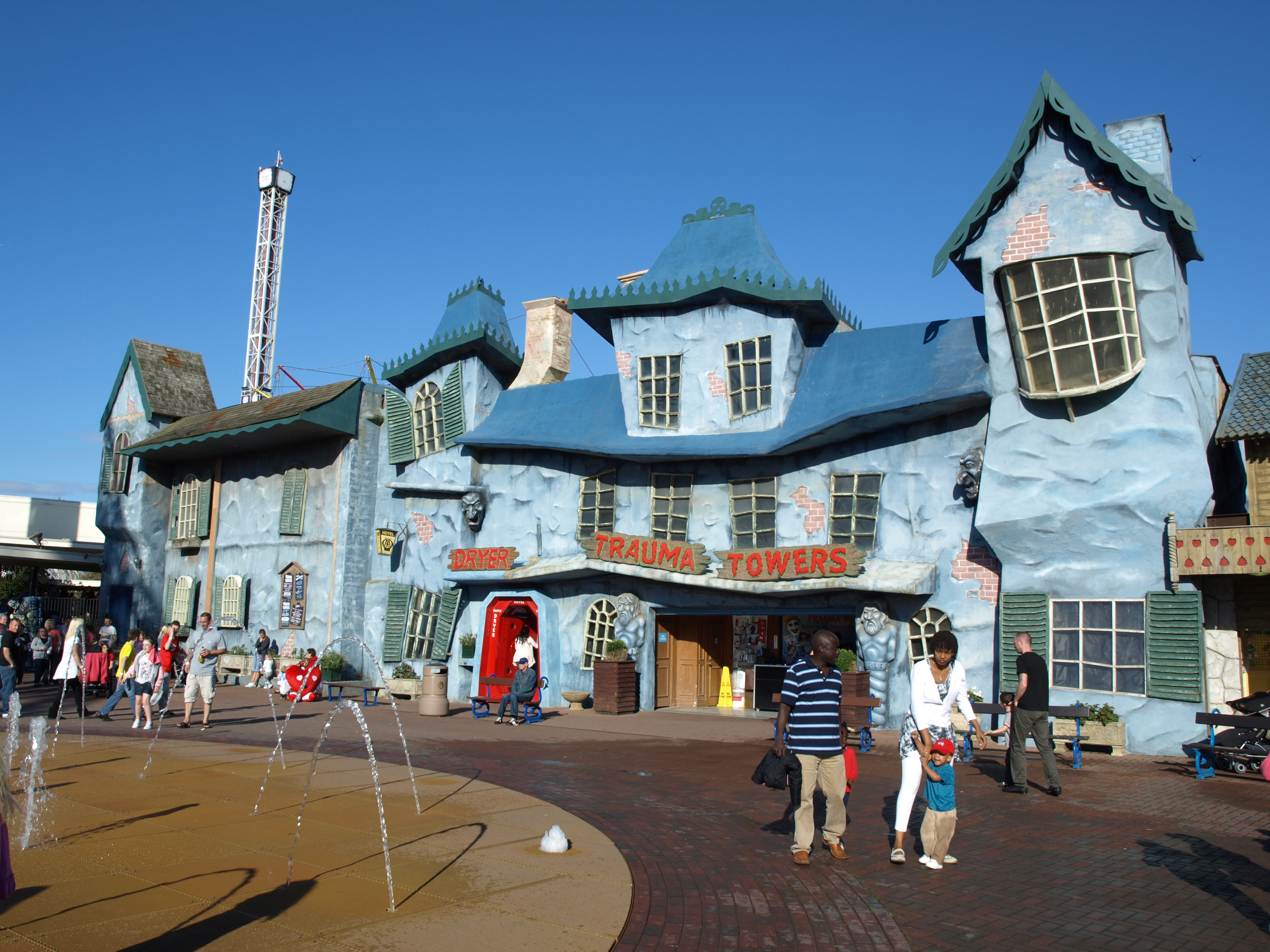
トラウマ・タワーズ。
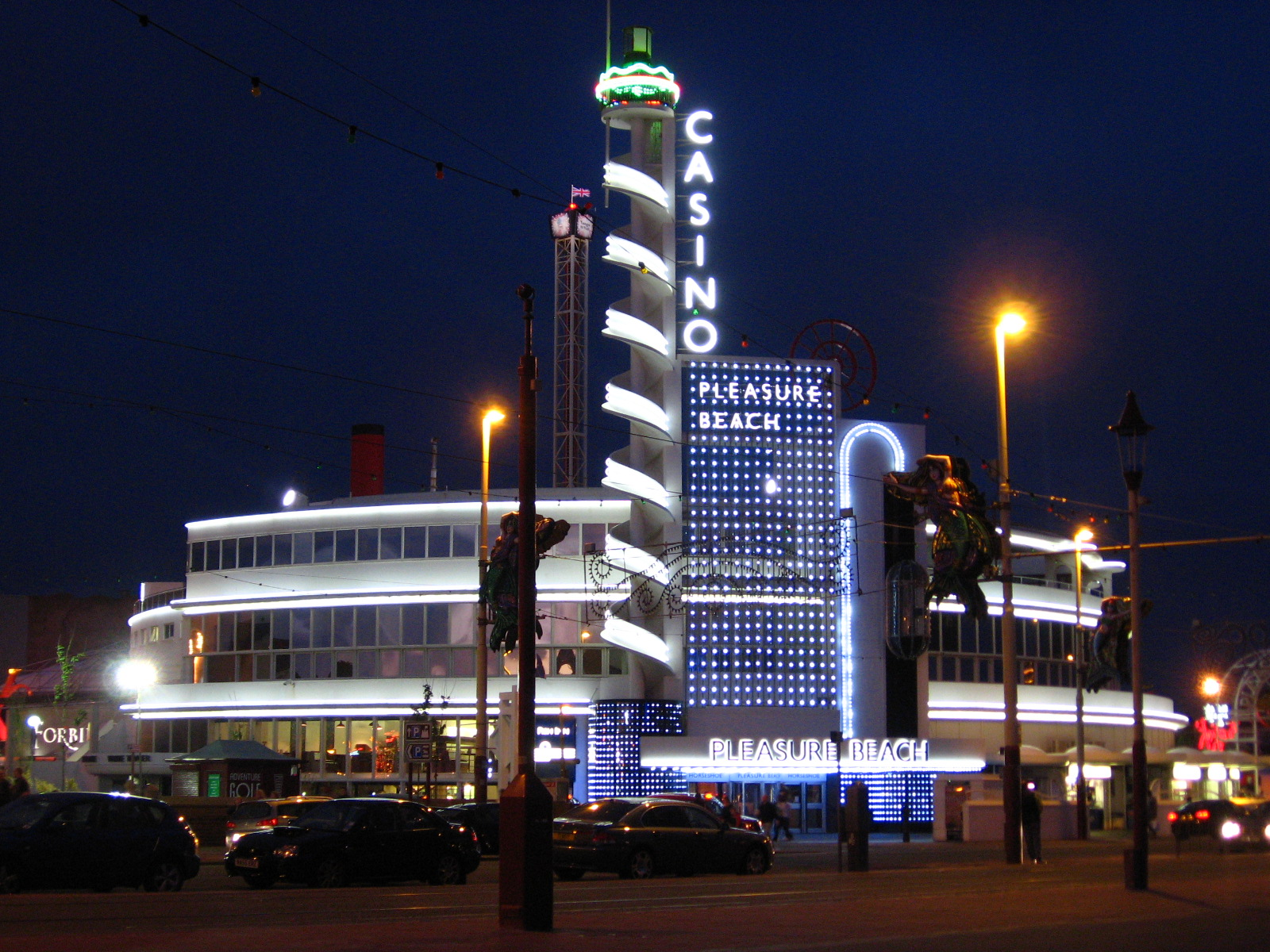
夜のエントランスとカジノ。
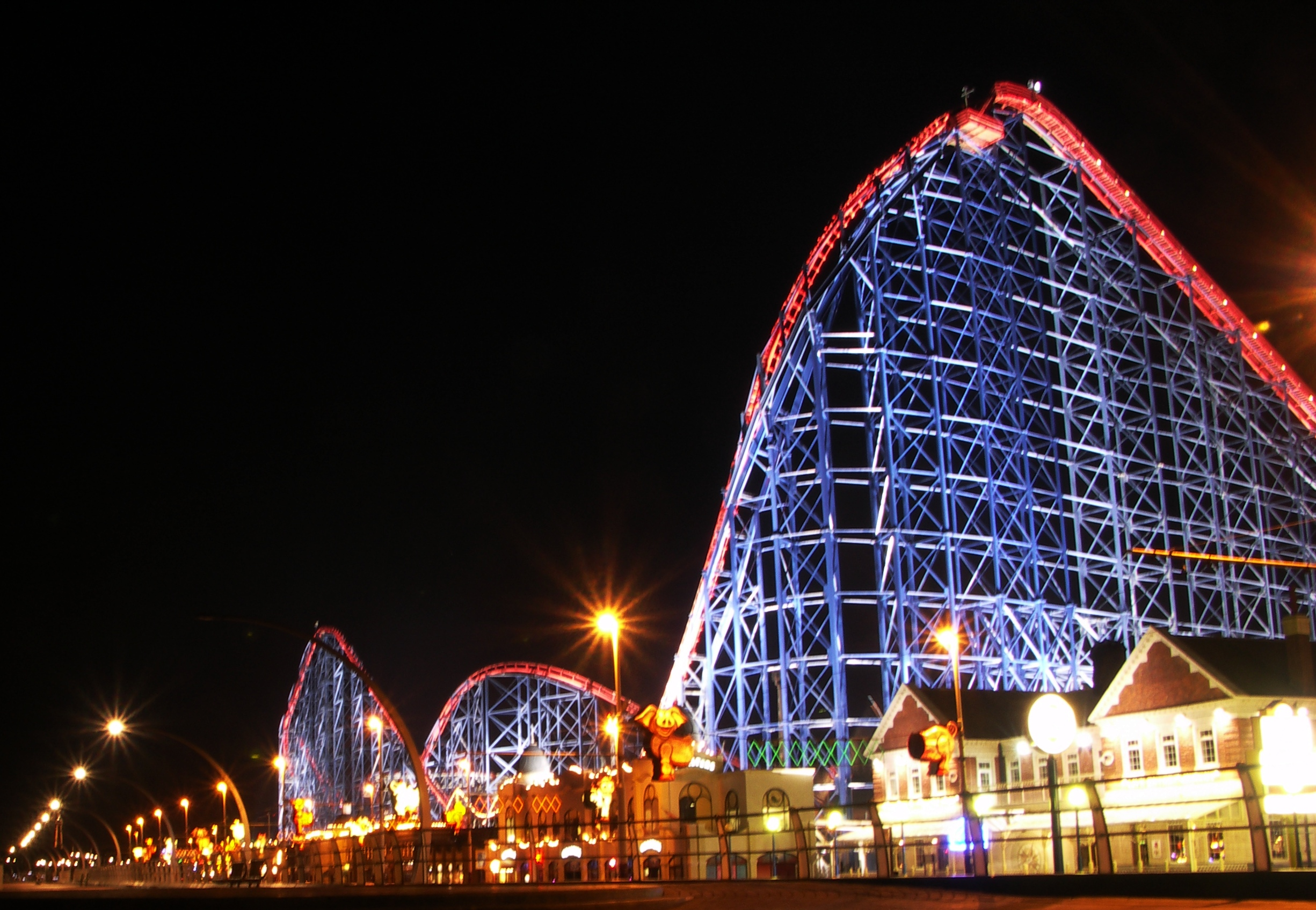
夜のビッグ・ワン。